# Струпень
Струпень (біл. вёска Струпень) — село в складі Борисовського району Мінської області, Білорусь. Село підпорядковане Пересадській сільській раді, розташоване в північно-східній частині області.